# Rhododendron fortunei
Rhododendron fortunei är en ljungväxtart som beskrevs av Thomas Moore och John Lindley. Rhododendron fortunei ingår i släktet rododendron, och familjen ljungväxter. Inga underarter finns listade i Catalogue of Life.

## Bildgalleri

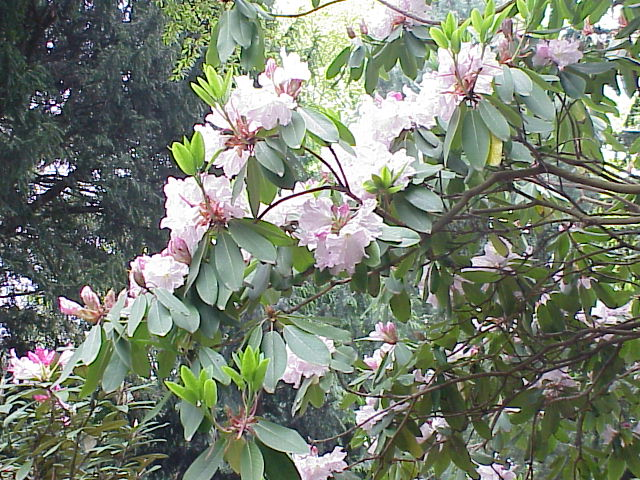
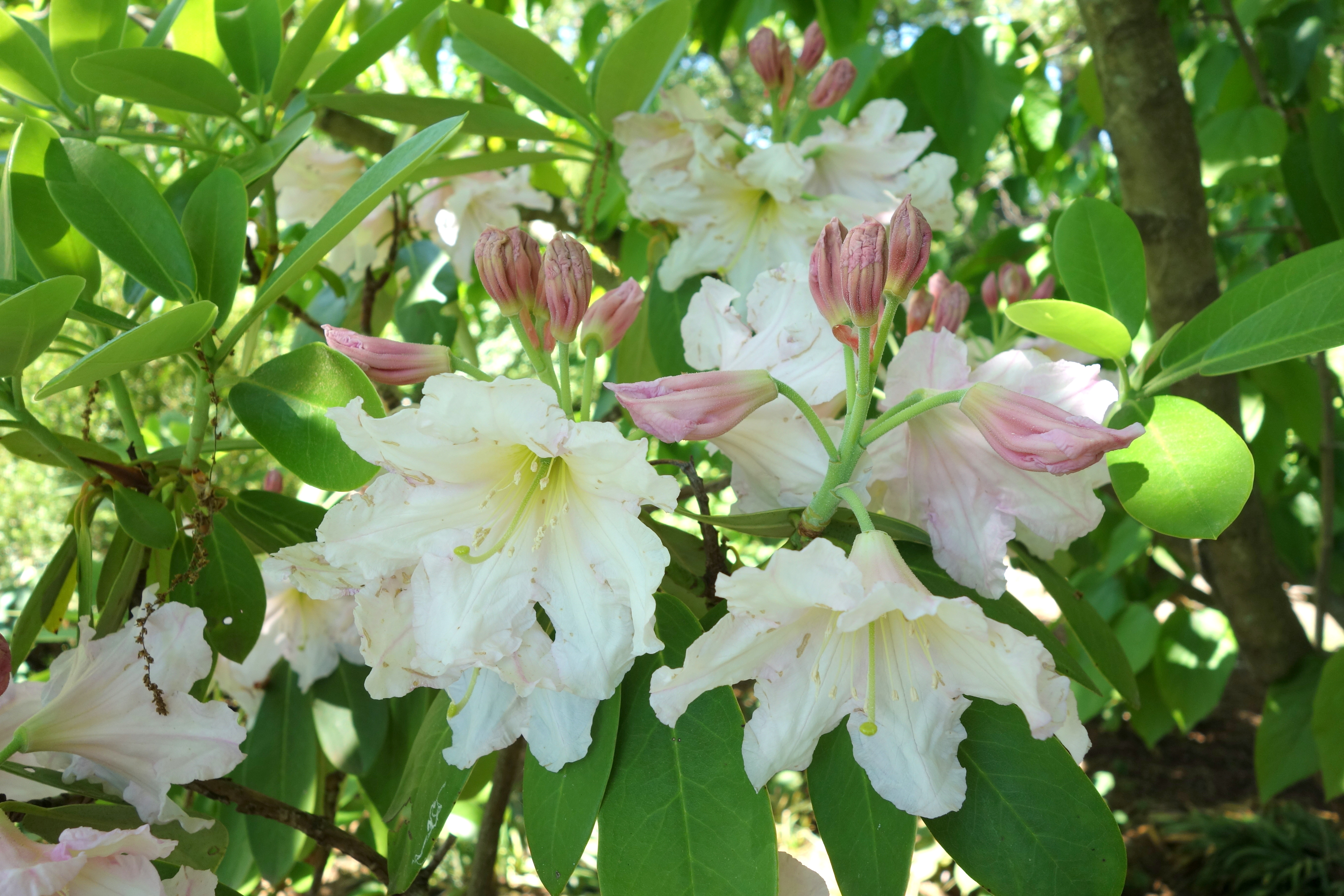
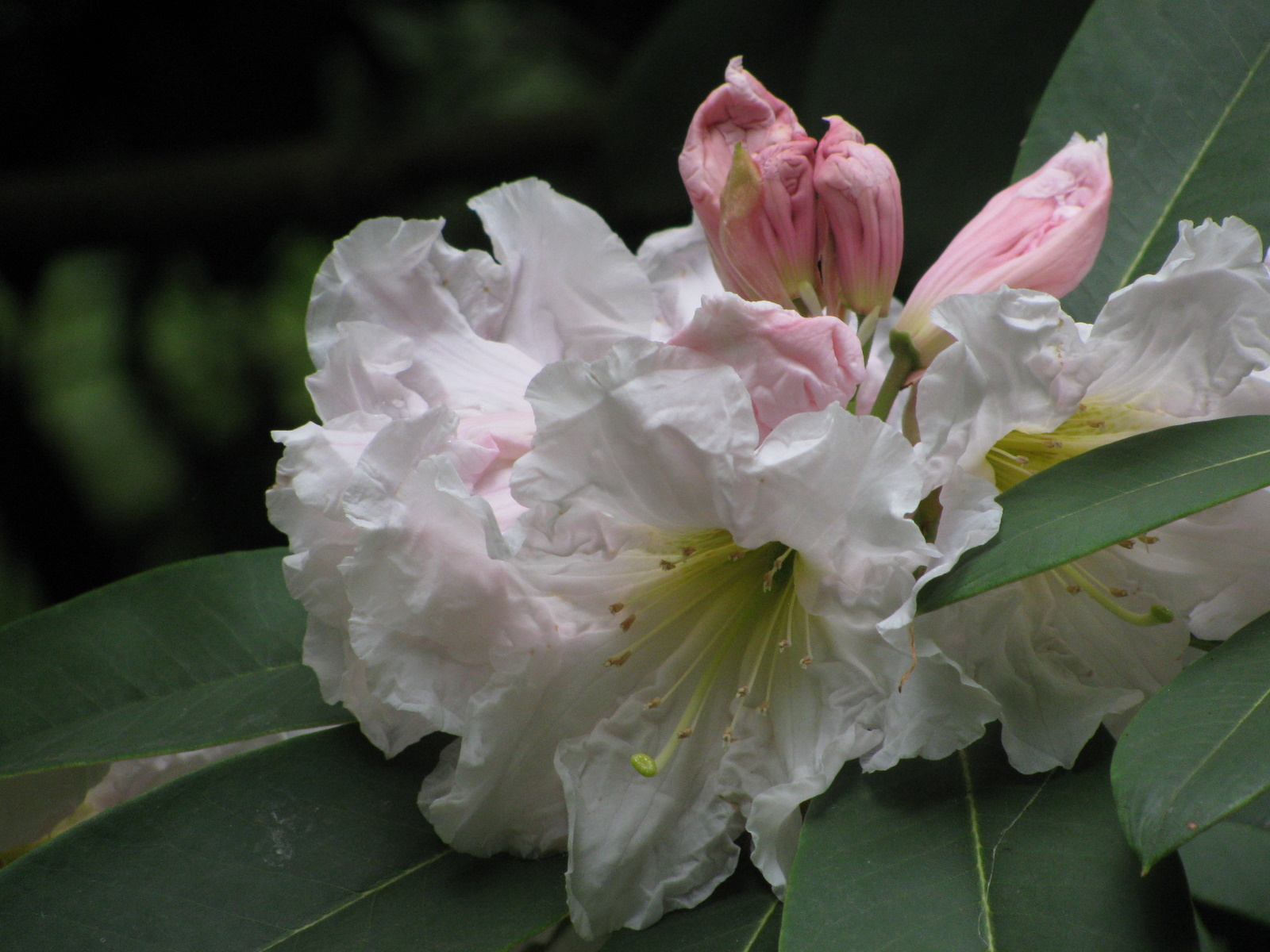
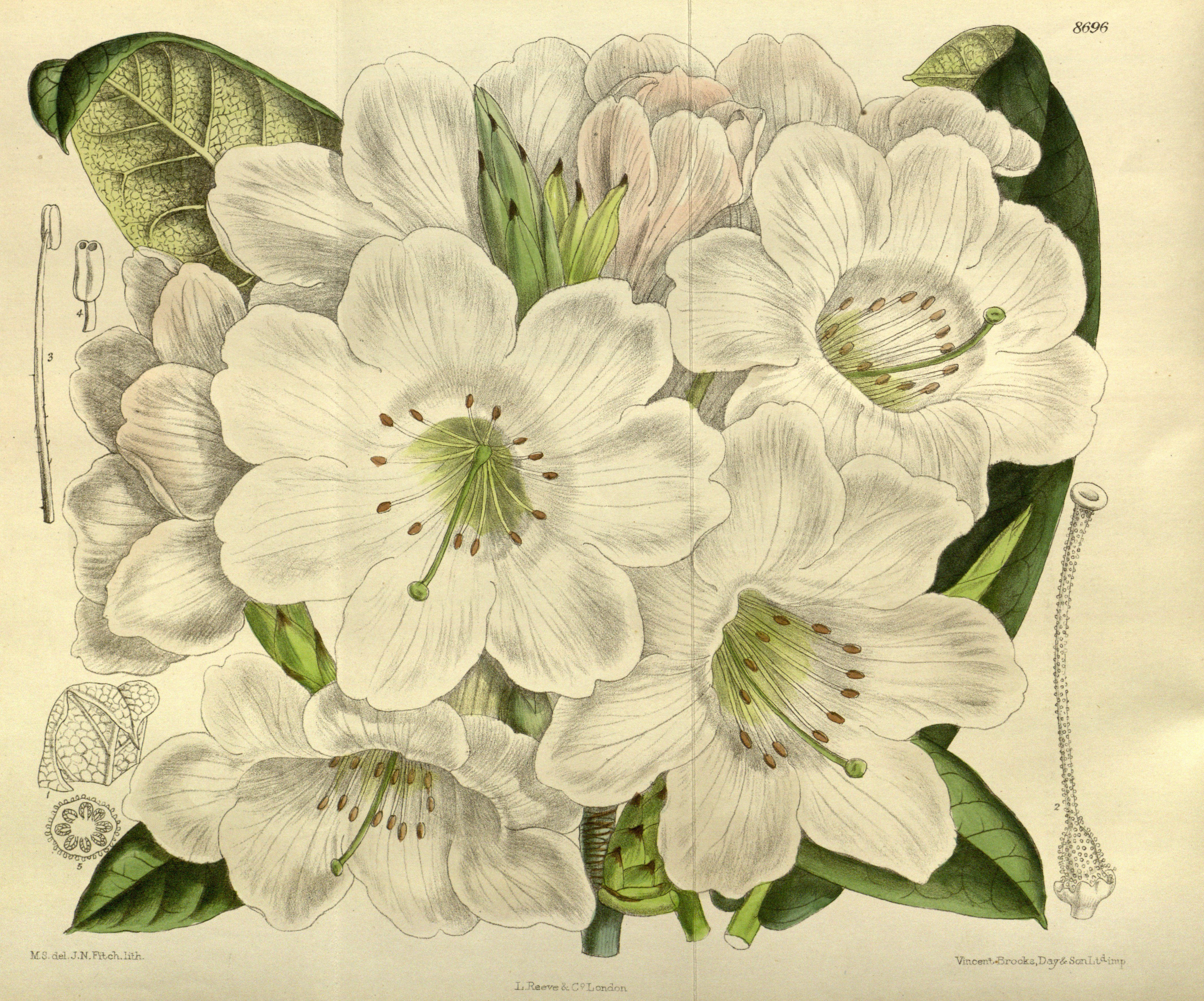
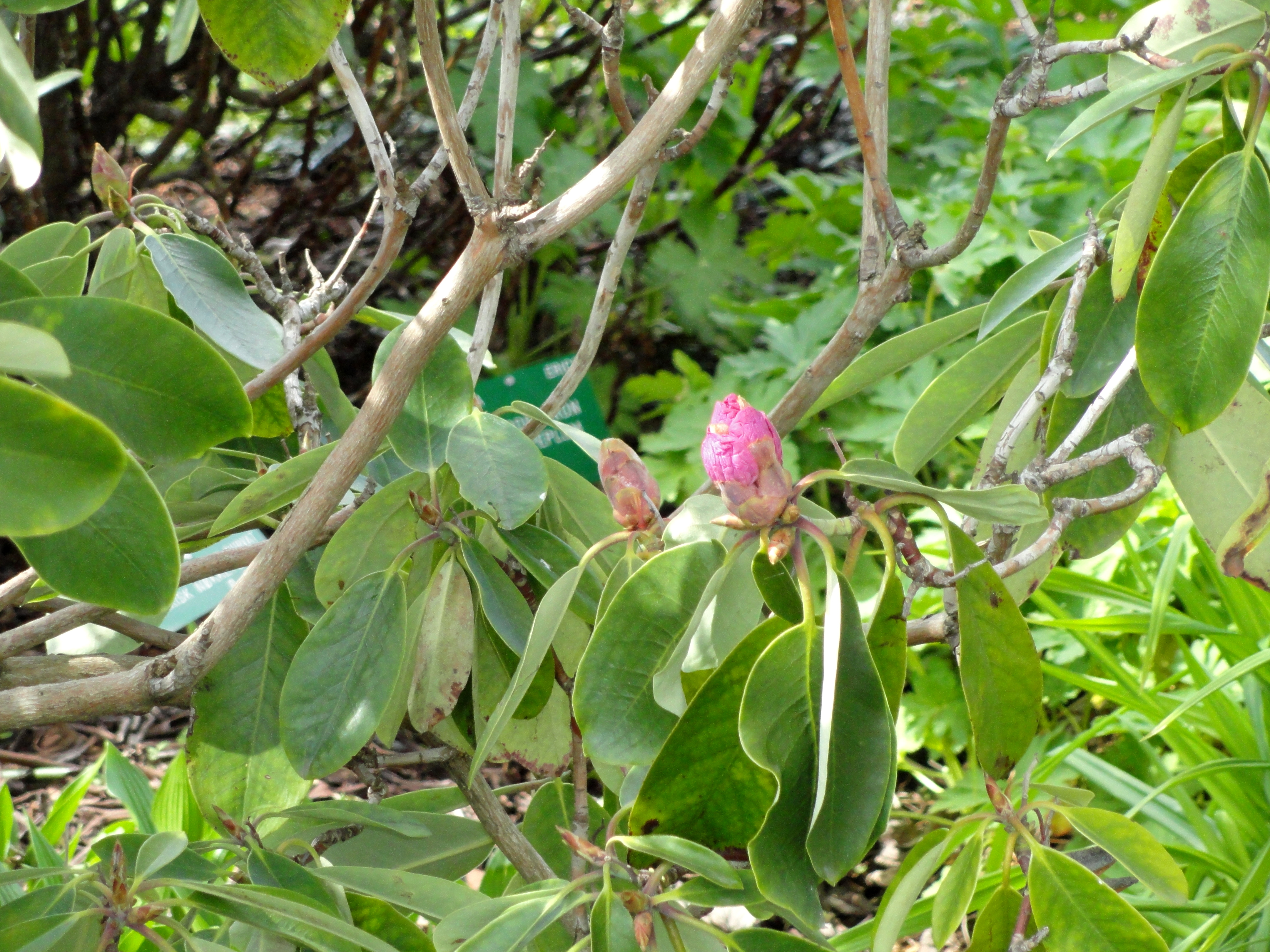
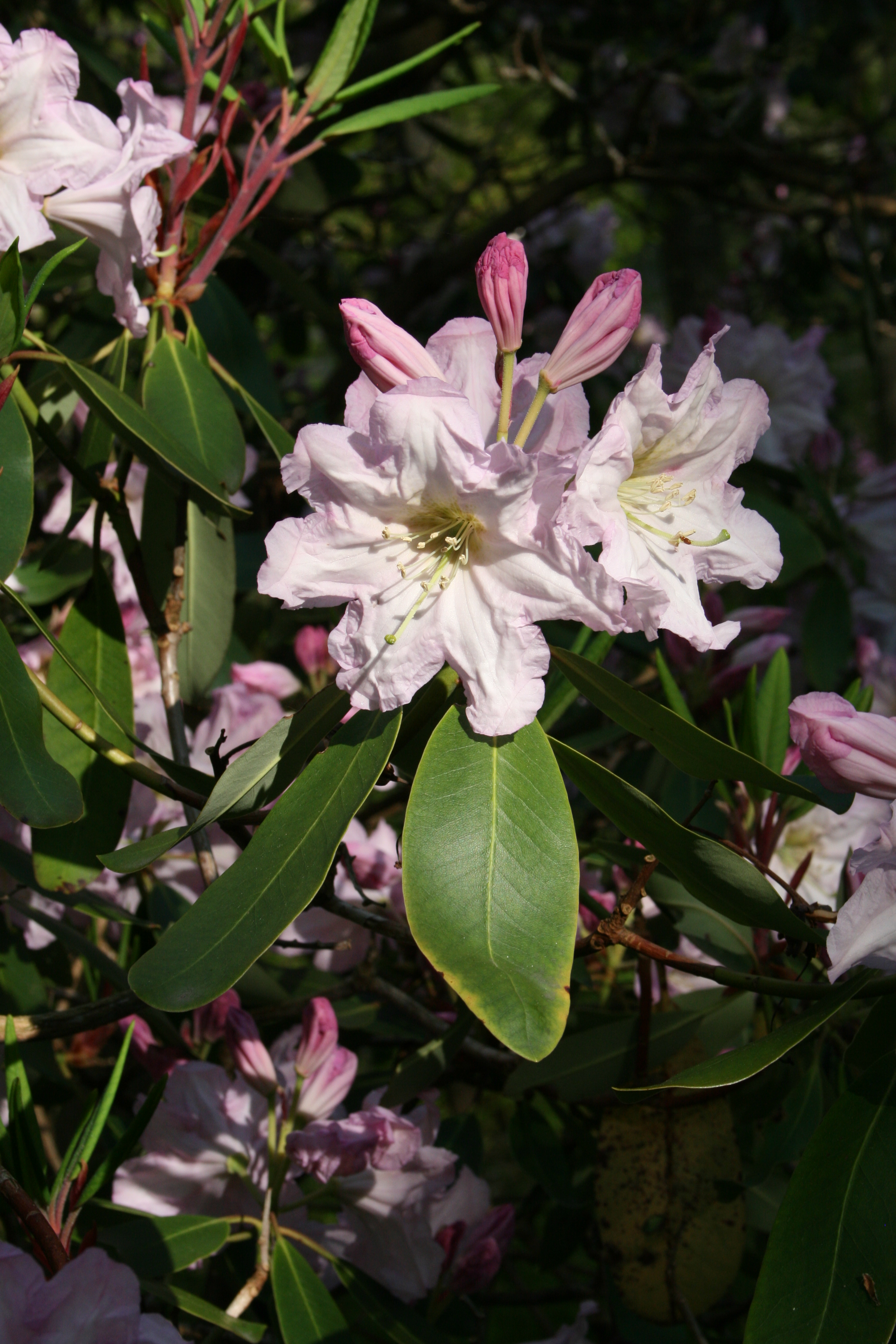